# Glavna cesta G106
Glavna cesta 106 (G2-106) je glavna cesta drugega reda v Sloveniji, dolga 85,7 kilometra. Poteka od juga Ljubljane skozi Ribnico in Kočevje do državne meje s Hrvaško v Petrini. Na hrvaški strani se nadaljuje kot državna cesta D203 od Broda na Kolpi do Delnic. Del ceste G2-106 je tudi veja med Škofljico in Šmarjem - Sapom.
Zaradi obremenjenosti in pogostih težkih prometnih nesreč jo imenujejo tudi »cesta smrti«.

## Potek
Ob cesti G2-106 ležijo naslednja naselja:
- Lavrica
- Škofljica
- Pijava Gorica
- Turjak
- Rašica
- Male Lašče
- Velike Lašče
- Ortnek
- Žlebič
- Grič
- Breg pri Ribnici na Dolenjskem
- Ribnica
- Goriča vas
- Nemška vas
- Prigorica
- Mrtvice
- Breg pri Kočevju
- Kočevje
- Dolga vas
- Livold
- Štalcerji
- Morava
- Banja Loka
- Nova sela
- Pirče
- Petrina